# Heinrich Wenzeslaus Richter
 Heinrich Wenzeslaus Richter  (* 1653 in Prossnitz (Mähren); † 3. November 1696 am Río Ucayali) war ein deutscher Jesuitenmissionar.

## Leben
Heinrich Wenzeslaus Richter studierte Theologie an der Jesuiten-Hochschule Clementinum in Prag. Nachdem er gegen den Willen seiner Eltern in den Jesuitenorden eingetreten war, wurde er im Jahre 1683 zum Auslandseinsatz auserwählt.
Er wirkte zusammen mit dem Pater Samuel Fritz in den Urwaldmissionen des Amazonas-Gebietes. Insbesondere arbeitete er unter den einheimischen Indianer-Stämmen Cunivu, Piru, Jivara und Mananahuy auf dem Gebiet des heutigen Brasilien. Auf einer seiner apostolischen Reisen wurde er im November 1696 aus Anlass einer Rebellion gegen die Macht der spanischen Kolonisatoren von den Indianern am Ucayali-Fluss mit einer Keule erschlagen.
Richter korrespondierte mit seinen klösterlichen Brüdern in Prag und mit seiner Familie. Auf der Grundlage dieser Briefe können eine Reihe von Umständen des Lebens der Indianer und sein Leben in Übersee rekonstruiert werden. Emmanuel de Boye, der Rektor der Jesuiten-Hochschule Clementinum, veröffentlichte 1702 die offizielle Hagiographie des Märtyrers Heinrich Wenzeslaus Richter.
Nach dem Pater Carlos Sommervogel sind folgende Schriftstücke von Pater Richter erhalten geblieben:
1. Eine akademische Ansprache, gehalten in Prag.
2. Brief an P. Johann Waldt, geschrieben zu Popayán am 16. Juni 1685. Dieser Brief behandelt den Märtyrertod der Patres Fiol. Poeck und Toebast.
3. Brief an seinen P. Provinzial in Böhmen, geschrieben zu Ibara, 18. August 1685.
4. Brief an P. Provinzial in Böhmen Emanuel de Boye, geschrieben zu Laguna, 1. Januar 1686.
5. Brief an P. Bartholomaeum Christelium, geschrieben zu Ibara am 18. August 1685.
6. Auszug aus einem Brief über den Tod der Patres und Märtyrer Charles Pannegotti und Julien Verganza, gestorben in der Mission Orinoko.
7. Wörterbuch und Katechismus in den Indianersprachen Campa, Pira, Cuniva und Conava.